# Rolf Pålsson
Rolf Raymond Pålsson, född 20 juli 1938 i Västra Skrävlinge församling, Malmö, död 8 juli 2013 i Slottsstadens församling, Malmö, var en svensk fackföreningsman och socialdemokratisk kommunalpolitiker.
Pålsson, som ursprungligen var yrkesverksam som murare, var ordförande för Svenska byggnadsarbetareförbundets avdelning 2 i Malmö 1972–2001 och var även ledamot av förbundsstyrelsen. Han var ledamot av Malmö stads-/kommunfullmäktige 1970–2006, ordförande i Malmö Kommunala Bostads AB 1973–1982, ordförande i Malmö kommuns byggnadsnämnd 1989–1991 och kommunalråd för plan- och miljöroteln 1994–2002. Han gjorde sig känd som en ivrig förespråkare för Öresundsbrons tillkomst och sitt engagemang för bostadsutställningen Bo01 i Malmö. Han var till sin död vice ordförande i Taubesällskapet i Skåne.